# Alexandria Perkins
Alexandria „Alex“ Perkins (* 27. Juli 2000 in Southport, Queensland) ist eine australische Schwimmerin. Bei Olympischen Spielen gewann sie eine Silbermedaille. Sie erschwamm bis 2024 bei Weltmeisterschaften eine Goldmedaille und drei Silbermedaillen auf der 50-Meter-Bahn und zweimal Silber auf der 25-Meter-Bahn. Bei Commonwealth Games erhielt sie eine Goldmedaille.

## Sportliche Karriere
Alexandria Perkins studierte 2024 Physiotherapie an der University of the Sunshine Coast und schwamm für die USC Spartans, das Sportteam ihrer Universität.
2022 bei den Commonwealth Games in Birmingham wurde Perkins Vierte über 100 Meter Schmetterling und Fünfte über 50 Meter Schmetterling, war aber auf beiden Strecken nur drittbeste Australierin. In der 4-mal-100-Meter-Mixed-Lagenstaffel war sie im Vorlauf dabei. Da Kaylee McKeown, Zac Stubblety-Cook, Matthew Temple und Emma McKeon im Finale siegten, erhielt Perkins für ihren Einsatz im Vorlauf ebenfalls Gold.
Im Dezember 2022 fanden in Melbourne die Kurzbahnweltmeisterschaften 2022 statt. Die 4-mal-50-Meter-Freistilstaffel mit Meg Harris, Alexandria Perkins, Brittany Castelluzzo und Mollie O’Callaghan schwamm die zweitbeste Vorlaufzeit. Im Endlauf waren Meg Harris, Madison Wilson, Mollie O’Callaghan und Emma McKeon fast zwei Sekunden schneller als die Vorlaufstaffel und wurden Zweite hinter dem Quartett aus den Vereinigten Staaten. Bei ihrem Einzelstart über 100 Meter Schmetterling belegte Perkins den sechsten Platz. In der 4-mal-100-Meter-Lagenstaffel waren Mollie O’Callaghan, Chelsea Hodges, Alexandria Perkins und Meg Harris die Vorlaufzweiten. Hier schwamm im Finale das US-Quartett neuen Weltrekord. 0,57 Sekunden dahinter wurden Kaylee McKeown, Jenna Strauch, Emma McKeon und Meg Harris Zweite mit einer gegenüber dem Vorlauf um vier Sekunden schnelleren Zeit.
Im Februar 2024 bei den Weltmeisterschaften in Doha erreichte die 4-mal-100-Meter-Freistilstaffel das Finale in der Besetzung Alexandria Perkins, Jaclyn Barclay, Abbey Harkin und Shayna Jack mit der besten Vorlaufzeit. Im Endlauf wurden Brianna Throssell, Perkins, Harkin und Jack Zweite hinter den Niederländerinnen. Über 100 Meter Schmetterling und über 50 Meter Schmetterling schlug Perkins jeweils als Sechste an. Die australische 4-mal-100-Meter-Lagenstaffel qualifizierte sich in der Besetzung Jaclyn Barclay, Abbey Harkin, Alexandria Perkins und Brianna Throssell mit der drittschnellsten Vorlaufzeit für das Finale. Im Endlauf waren Iona Anderson, Abbey Harkin, Brianna Throssell und Shayna Jack fünf Sekunden schneller als die Vorlaufstaffel und siegten vor den Schwedinnen und den Kanadierinnen. Zwei weitere Medaillen gewann Perkins für ihre Vorlaufeinsätze in den Mixed-Staffeln. Die 4-mal-100-Meter-Mixed-Lagenstaffel bestand im Vorlauf aus Bradley Woodward, Sam Williamson, Alexandria Perkins und Abbey Harkin; im Endlauf siegte das US-Quartett vor Bradley Woodward, Sam Williamson, Brianna Throssell und Shayna Jack. In der 4-mal-100-Meter-Mixed-Freistilstaffel waren im Vorlauf Kai Taylor, Jack Cartwright, Alexandria Perkins und Abbey Harkin im Einsatz. Im Finale gewann das chinesische Team vor Taylor, Cartwright, Jack und Throssell.
Bei den Olympischen Spielen 2024 in Paris schied Perkins über 100 Meter Schmetterling im Halbfinale mit der 13. Zeit aus. In der 4-mal-100-Meter-Lagenstaffel schwammen im Vorlauf Iona Anderson, Ella Ramsay, Alexandria Perkins und Meg Harris die beste Zeit. Im Finale waren Kaylee McKeown, Jenna Strauch, Emma McKeon und Mollie O’Callaghan anderthalb Sekunden schneller und erkämpften Silber hinter der US-Staffel und 0,12 Sekunden vor dem Quartett aus der Volksrepublik China. Ende September 2024 siegte Perkins bei den australischen Kurzbahnmeisterschaften über 50 Meter Schmetterling, 100 Meter Schmetterling und 50 Meter Freistil.